# Lesley Ashburner
Lesley Ashburner (2 de octubre de 1883-12 de noviembre de 1950) fue un atleta estadounidense que compitió principalmente en los 110 metros con vallas.
Él compitió en los Estados Unidos en los Juegos Olímpicos de San Luis 1904, en los 110 metros con vallas, donde ganó la medalla de bronce.
Ashburner se graduó de la Universidad de Cornell en 1906, donde fue miembro de the Quill and Dagger society.